# Fougeré (Maine-et-Loire)
Pour les articles homonymes, voir Fougeré.
Fougeré est une ancienne commune française située dans le département de Maine-et-Loire, en région Pays de la Loire, devenue le 1er janvier 2016, une commune déléguée de la commune nouvelle de Baugé-en-Anjou.
Cette commune rurale se situe dans le Baugeois, au nord de la ville de Baugé, en bordure du département de la Sarthe.

## Géographie

### Localisation
Ce village angevin de l'ouest de la France se situe dans le Baugeois, au nord de Baugé, sur les routes D 82 qui va de Jarzé à La Flêche, et D 217 qui va de Baugé à Durtal.
Le Baugeois est la partie nord-est du département de Maine-et-Loire. Il est délimité au sud par la vallée de l'Authion et celle de la Loire, et à l'ouest par la vallée de la Sarthe.

### Géologie et relief
L'altitude de la commune varie de 27 à 102 mètres, pour une altitude moyenne de 65 mètres, et s'étend sur plus de 24 km2 (2 418 hectares).
Son territoire se trouve sur l'unité paysagère du Plateau du Baugeois. Le relief du Baugeois est principalement constitué d'un plateau, aux terrains sablonneux, siliceux ou calcaires, caractérisés par de larges affleurements sédimentaires, crétacés, sables et calcaires aux teintes claires.
Une partie de la commune comporte des zones naturelles d'intérêt écologique, floristique et faunistique (ZNIEFF), pour la zone du ruisseau Le Verdun et celle de la vallée du Loir de Pont-de-Braye à Bazouges-sur-Loir.

### Climat
Son climat est tempéré, de type océanique. Le climat angevin est particulièrement doux, du fait de sa situation entre les influences océaniques et continentales. Généralement les hivers sont pluvieux, les gelées rares et les étés ensoleillés.

### Aux alentours
Les communes les plus proches sont Saint-Quentin-lès-Beaurepaire (3 km), Montigné-lès-Rairies (4 km), Cheviré-le-Rouge (4 km), Les Rairies (5 km), Cré-sur-Loir (6 km), Montpollin (6 km), Clefs (6 km), Bazouges-sur-le-Loir (7 km), Vaulandry (9 km) et Échemiré (9 km).

## Urbanisme
Morphologie urbaine : le village s'inscrit dans un territoire essentiellement rural.
En 2009 on trouve 389 logements sur la commune de Fougeré, dont 81 % sont des résidences principales, pour une moyenne sur le département de 91 %, et dont 76 % des ménages en sont propriétaires. En 2013, on y trouve 395 logements, dont 82 % sont des résidences principales, pour une moyenne sur le département de 90 %, et dont 79 % des ménages en sont propriétaires.

## Toponymie  et héraldique

### Toponymie
Formes anciennes du nom : Fulgeriacus en 1081, Fulgere en 1185, La paroisse de Fougeré en 1261, Fougeré en 1793,.
Une autre commune porte le nom de « Fougeré », il s'agit de Fougeré (Vendée). Une ancienne seigneurie de la commune de Fontaine-Milon portait également ce nom.
Nom des habitants : les Fougeréens.

### Héraldique
| Blason de Fougeré | Blason  | D'or à la feuille de fougère de sinople à dextre, au clocher d'argent en cœur et à la lettre minuscule f de gueules à senestre, chaque meuble brochant sur le précédent. |
| Blason de Fougeré | Détails | Le statut officiel du blason reste à déterminer. |

## Histoire

### Moyen Âge
La terre appartient à la famille du nom jusqu'au XIIIe siècle et comporte deux bénéfices jusqu'au début du XVIe siècle, qui sont réunis en 1968.

### Ancien Régime
Sous l'Ancien Régime, la paroisse dépend de la sénéchaussée angevine de Baugé, du diocèse d'Angers et de l'archiprêtré du Lude.

### Époque contemporaine
À la réorganisation administrative qui suit la Révolution, en 1790 la commune est rattachée au canton de Clefs, devient ensuite chef-lieu de canton (an III), puis est définitivement rattachée en 1800 au canton de Baugé. Il est intégré au district de Baugé, puis en 1800 à l'arrondissement de Baugé, et à sa disparition en 1926, à l'arrondissement de Saumur.
En 2014, un projet de fusion de l'ensemble des communes de l'intercommunalité se dessine. Le 18 mai 2015, les conseils municipaux de l'ensemble des communes du territoire communautaire votent la création d'une commune nouvelle au 1er janvier de l'année suivante. L'arrêté préfectoral est signé le 10 juillet et porte sur la création au 1er janvier 2016 de la commune nouvelle de « Baugé-en-Anjou », groupant les communes de Baugé-en-Anjou, Bocé, Chartrené, Cheviré-le-Rouge, Clefs-Val d'Anjou, Cuon, Échemiré, Fougeré, Le Guédeniau et Saint-Quentin-lès-Beaurepaire.

## Politique et administration

### Administration actuelle
Depuis le 1er janvier 2016, Fougeré constitue une commune déléguée au sein de la commune nouvelle de Baugé-en-Anjou et dispose d'un maire délégué.
| Période                                  | Période  | Identité            | Étiquette | Qualité |
| ---------------------------------------- | -------- | ------------------- | --------- | ------- |
| janvier 2016                             | mai 2020 | Louis-Marie Barillé |           |         |
| mai 2020                                 | en cours | Patrick Laborde     |           |         |
| Les données manquantes sont à compléter. |          |                     |           |         |

### Administration ancienne
La commune est créée à la Révolution. Municipalité en 1790. Le conseil municipal est composé de 15 élus.
| Période                                  | Période       | Identité                          | Étiquette | Qualité         |
| ---------------------------------------- | ------------- | --------------------------------- | --------- | --------------- |
| an III                                   |               | René Coureau                      |           |                 |
| 1800                                     |               | Urbain-Laurent Desvignes          |           | Agent municipal |
| an VIII                                  |               | François-Louis Lesayeux           |           |                 |
| 15 juillet 1816                          |               | Ch. Ed. Jean-Marie Kirchmann fils |           |                 |
| 23 avril 1823                            |               | Jos. Besnard                      |           |                 |
| 2 septembre 1830                         |               | Roncé                             |           |                 |
| janvier 1835                             |               | Pierre Griffaton                  |           |                 |
| 6 septembre 1840                         |               | Mich. Blot                        |           |                 |
| 1er avril 1851                           |               | Pierre Martin                     |           |                 |
| 1855                                     |               | Lemoine                           |           |                 |
| 1865                                     |               | P. Martin                         |           |                 |
| 1874                                     |               | François Lemoyne                  |           |                 |
| 1878                                     |               | Firmin Bouvier                    |           |                 |
| 1896                                     |               | Émile Lemasson                    |           |                 |
| 1904                                     |               | Émile Levoyer                     |           |                 |
| 1919                                     |               | Louis Moison                      |           |                 |
| 1929                                     |               | Louis Gaudin                      |           |                 |
| 1935                                     |               | Auguste lancelot                  |           |                 |
| 1945                                     |               | Auguste Dolbeau                   | Radical   | Agriculteur     |
| 1963                                     |               | Baptiste Cochin                   |           |                 |
| mars 2001                                | mars 2014     | Max Thibault                      | UDF       |                 |
| mars 2014                                | décembre 2015 | Laurent Petit Foreix              |           |                 |
| Les données manquantes sont à compléter. |               |                                   |           |                 |

### Jumelages
La commune ne comporte pas de jumelage.

### Ancienne situation administrative

#### Intercommunalité
La commune est membre en 2015 de la communauté de communes canton de Baugé. Créée en 1994, cette structure intercommunale regroupe les dix communes du canton, dont Saint-Quentin-lès-Beaurepaire, Cheviré-le-Rouge et Montpollin. Elle a pour objet d'associer des communes au sein d'un espace de solidarité, en vue de l'élaboration d'un projet commun de développement et d'aménagement de l'espace.
La communauté de communes est alors membre du pays des Vallées d'Anjou, structure administrative d'aménagement du territoire. Le syndicat mixte du Pays des Vallées d'Anjou (SMPVA) regroupe six communautés de communes : Beaufort-en-Anjou, canton de Baugé, canton de Noyant, Loir-et-Sarthe, Loire Longué, Portes-de-l'Anjou.

#### Autres administrations
Conseil de développement du pays des vallées d'Anjou (CDPVA), syndicat intercommunal d'eau et d'assainissement de l'agglomération baugeoise, syndicat mixte intercommunal de valorisation et de recyclage thermique des déchets de l'Est Anjou (SIVERT), syndicat intercommunal pour l'aménagement du Couasnon (SIAC).
Le SIVERT est le syndicat intercommunal de valorisation et de recyclage thermique des déchets de l'Est Anjou, qui se trouve à Lasse.

#### Autres circonscriptions
Jusqu'en 2014, Fougeré fait partie du canton de Baugé et de l'arrondissement de Saumur. Ce canton compte alors les dix mêmes communes que celles de la communauté de communes. Dans le cadre de la réforme territoriale, un nouveau découpage territorial pour le département de Maine-et-Loire est défini par le décret du 26 février 2014. La commune est alors rattachée au canton de Beaufort-en-Vallée, avec une entrée en vigueur au renouvellement des assemblées départementales de 2015.
Fougeré est dans la troisième circonscription de Maine-et-Loire, composée de huit cantons dont Longué-Jumelles et Noyant. La troisième circonscription de Maine-et-Loire est l'une des sept circonscriptions législatives que compte le département.

## Population et société

### Démographie

#### Évolution démographique
L'évolution du nombre d'habitants est connue à travers les recensements de la population effectués dans la commune depuis 1793. À partir du 1er janvier 2009, les populations légales des communes sont publiées annuellement dans le cadre d'un recensement qui repose désormais sur une collecte d'information annuelle, concernant successivement tous les territoires communaux au cours d'une période de cinq ans. 
Pour les communes de moins de 10 000 habitants, une enquête de recensement portant sur toute la population est réalisée tous les cinq ans, les populations légales des années intermédiaires étant quant à elles estimées par interpolation ou extrapolation. Pour la commune, le premier recensement exhaustif entrant dans le cadre du nouveau dispositif a été réalisé en 2004,.
En 2013, la commune comptait 776 habitants, en évolution de +1,44 % par rapport à 2008 (Maine-et-Loire : +3,3 %, France hors Mayotte : +2,49 %).
| 1793  | 1800  | 1806  | 1821  | 1831  | 1841  | 1846  | 1851  | 1856  |
| ----- | ----- | ----- | ----- | ----- | ----- | ----- | ----- | ----- |
| 1 271 | 1 376 | 1 356 | 1 487 | 1 596 | 1 569 | 1 586 | 1 513 | 1 456 |

| 1861  | 1866  | 1872  | 1876  | 1881  | 1886  | 1891  | 1896  | 1901  |
| ----- | ----- | ----- | ----- | ----- | ----- | ----- | ----- | ----- |
| 1 432 | 1 433 | 1 387 | 1 378 | 1 329 | 1 314 | 1 326 | 1 296 | 1 206 |

| 1906  | 1911  | 1921  | 1926  | 1931 | 1936 | 1946 | 1954 | 1962 |
| ----- | ----- | ----- | ----- | ---- | ---- | ---- | ---- | ---- |
| 1 158 | 1 152 | 1 077 | 1 010 | 936  | 957  | 961  | 933  | 930  |

| 1968 | 1975 | 1982 | 1990 | 1999 | 2004 | 2009 | 2013 | - |
| ---- | ---- | ---- | ---- | ---- | ---- | ---- | ---- | - |
| 904  | 787  | 744  | 735  | 739  | 747  | 760  | 776  | - |

#### Pyramide des âges
La population de la commune est relativement âgée. Le taux de personnes d'un âge supérieur à 60 ans (26,7 %) est en effet supérieur au taux national (21,8 %) et au taux départemental (21,4 %).
Contrairement aux répartitions nationale et départementale, la population masculine de la commune est supérieure à la population féminine (51,3 % contre 48,7 % au niveau national et 48,9 % au niveau départemental).
La répartition de la population de la commune par tranches d'âge est, en 2008, la suivante :
- 51,3 % d'hommes (0 à 14 ans = 21,5 %, 15 à 29 ans = 12,3 %, 30 à 44 ans = 21,3 %, 45 à 59 ans = 21 %, plus de 60 ans = 23,9 %) ;
- 48,7 % de femmes (0 à 14 ans = 18,6 %, 15 à 29 ans = 13,2 %, 30 à 44 ans = 20,3 %, 45 à 59 ans = 18,1 %, plus de 60 ans = 29,8 %).

| Hommes | Classe d’âge | Femmes |
| ------ | ------------ | ------ |
| 0,5    | 90 ans ou +  | 1,1    |
| 7,2    | 75 à 89 ans  | 11,1   |
| 16,2   | 60 à 74 ans  | 17,6   |
| 21,0   | 45 à 59 ans  | 18,1   |
| 21,3   | 30 à 44 ans  | 20,3   |
| 12,3   | 15 à 29 ans  | 13,2   |
| 21,5   | 0 à 14 ans   | 18,6   |

| Hommes | Classe d’âge | Femmes |
| ------ | ------------ | ------ |
| 0,4    | 90 ans ou +  | 1,1    |
| 6,3    | 75 à 89 ans  | 9,5    |
| 12,1   | 60 à 74 ans  | 13,1   |
| 20,0   | 45 à 59 ans  | 19,4   |
| 20,3   | 30 à 44 ans  | 19,3   |
| 20,2   | 15 à 29 ans  | 18,9   |
| 20,7   | 0 à 14 ans   | 18,7   |

### Vie locale
Services publics présents sur la commune : mairie, école maternelle et primaire regroupant les enfants de la commune et de celle de Saint-Quentin-lès-Beaurepaire, poste. D'autres services publics se trouvent à Baugé, dont le collège, l'hôpital intercommunal et le centre de secours.
La plupart des structures de santé se trouvent à Baugé, dont l'hôpital local, l'hôpital intercommunal du Baugeois et de la Vallée (95 places), et plusieurs maisons de retraite.
La collecte des déchets ménagers (tri sélectif) est organisée par la communauté de communes du canton de Baugé. La déchèterie intercommunale se situe sur la commune de Saint-Martin-d'Arcé.
Très répandu dans le Baugeois, un cercle de boule de fort est présent sur la commune.

## Économie

### Tissu économique
Commune principalement agricole, en 2008, sur les 59 établissements présents sur la commune, 34 % relèvent du secteur de l'agriculture. Deux ans plus tard, en 2010, sur 66 établissements présents, 29 % relèvent du secteur de l'agriculture (pour une moyenne de 17 % sur le département), 11 % du secteur de l'industrie, 12 % du secteur de la construction, 33 % de celui du commerce et des services et 15 % du secteur de l'administration et de la santé.
Sur 79 établissements présents sur la commune à fin 2013, 22 % relèvent du secteur de l'agriculture (pour une moyenne de 12 % sur le département), 8 % du secteur de l'industrie, 11 % du secteur de la construction, 47 % de celui du commerce et des services et 13 % du secteur de l'administration et de la santé.

### Agriculture
Liste des appellations présentes sur le territoire :
- IGP Bœuf du Maine, IGP Porc de la Sarthe, IGP Volailles de Loué, IGP Volailles du Maine, IGP Œufs de Loué,
- IGP Cidre de Bretagne ou Cidre breton,
- IGP Maine-et-Loire blanc, IGP Maine-et-Loire rosé, IGP Maine-et-Loire rouge.

## Culture locale et patrimoine

### Lieux et monuments
La commune de Fougeré comporte plusieurs inscriptions à l'inventaire du patrimoine, dont deux monuments historiques.
- Château de Gatine, du XVIe siècle, logis-porche daté de 1590 et dispositif défensif édifié lors des guerres de religion, Monument historique inscrit le 14/06/1995 (PA00135548), pour l'ensemble des façades et toitures du château[45].
- Église paroissiale Saint-Étienne, Monument historique classé le 26 septembre 1969 (PA00109115).
L'église Saint-Étienne date du XIe siècle, et a été remaniée aux XVIe et XIXe siècles. Le portail sud est de style roman. Au XIXe siècle, on a percé la nef de grands ouvertures et on a rajouté une travée. Le clocher tors date du XIIe siècle, il est composé d'une tour carrée surmontée d'une flèche octogonale. La torsion de la flèche semble être l'œuvre de maîtres charpentiers, elle tourne de gauche à droite de 1/16e de tour. Ce clocher fait partie des cinq clochers tors du Baugeois, avec les églises de Fontaine-Guérin, Mouliherne, Pontigné et Le Vieil-Baugé.
À l'intérieur, elle possède une superbe nef lambrissée en forme de carène de bateau renversée, qui fut rallongée au XIXe et repeinte par Grandin de Tours. Le chœur est classé monument historique, il est couvert d'une voute complexe de type Plantagenêt datant de la première moitié du XIIIe siècle[46].

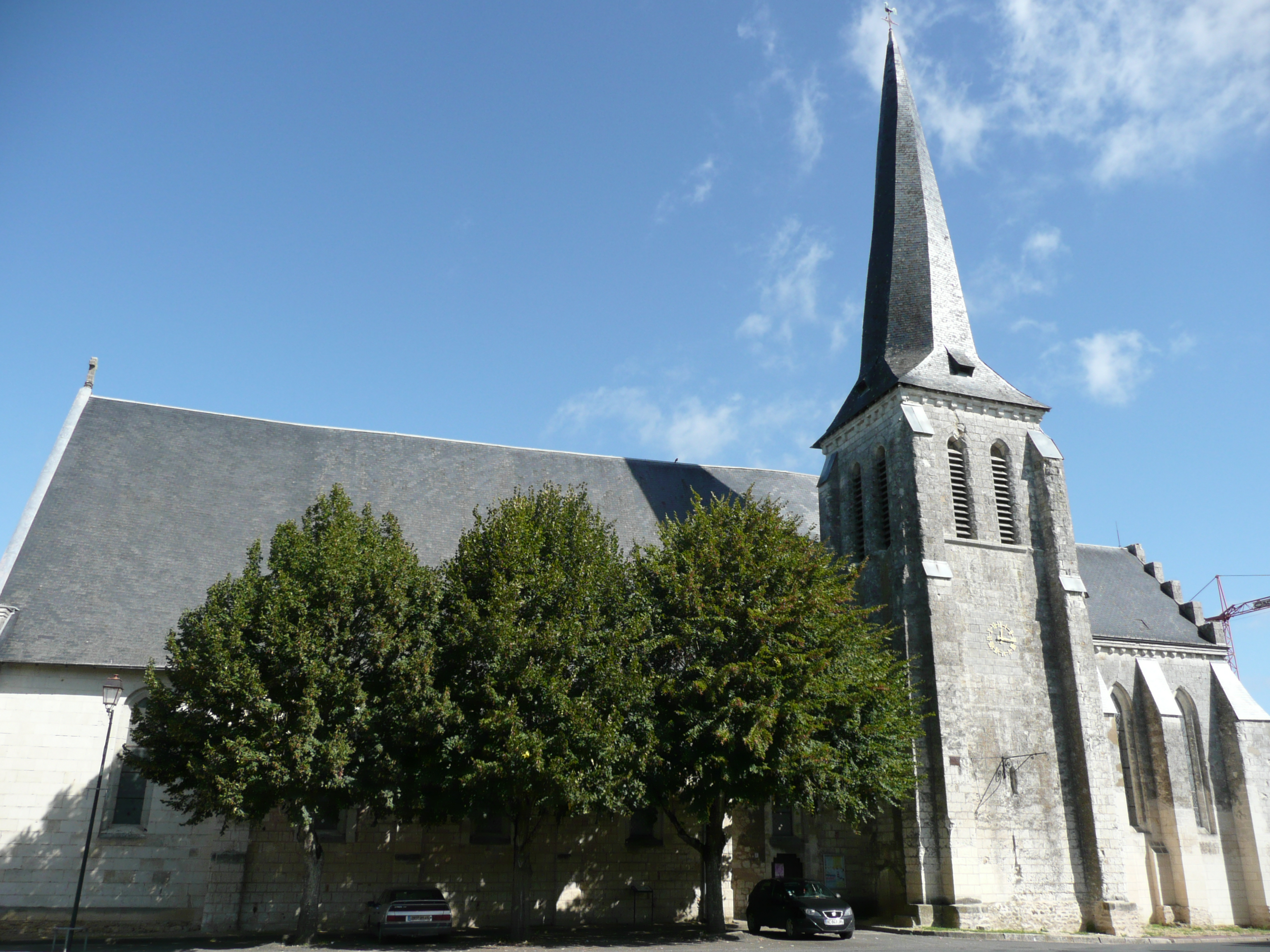
Église Saint-Étienne.
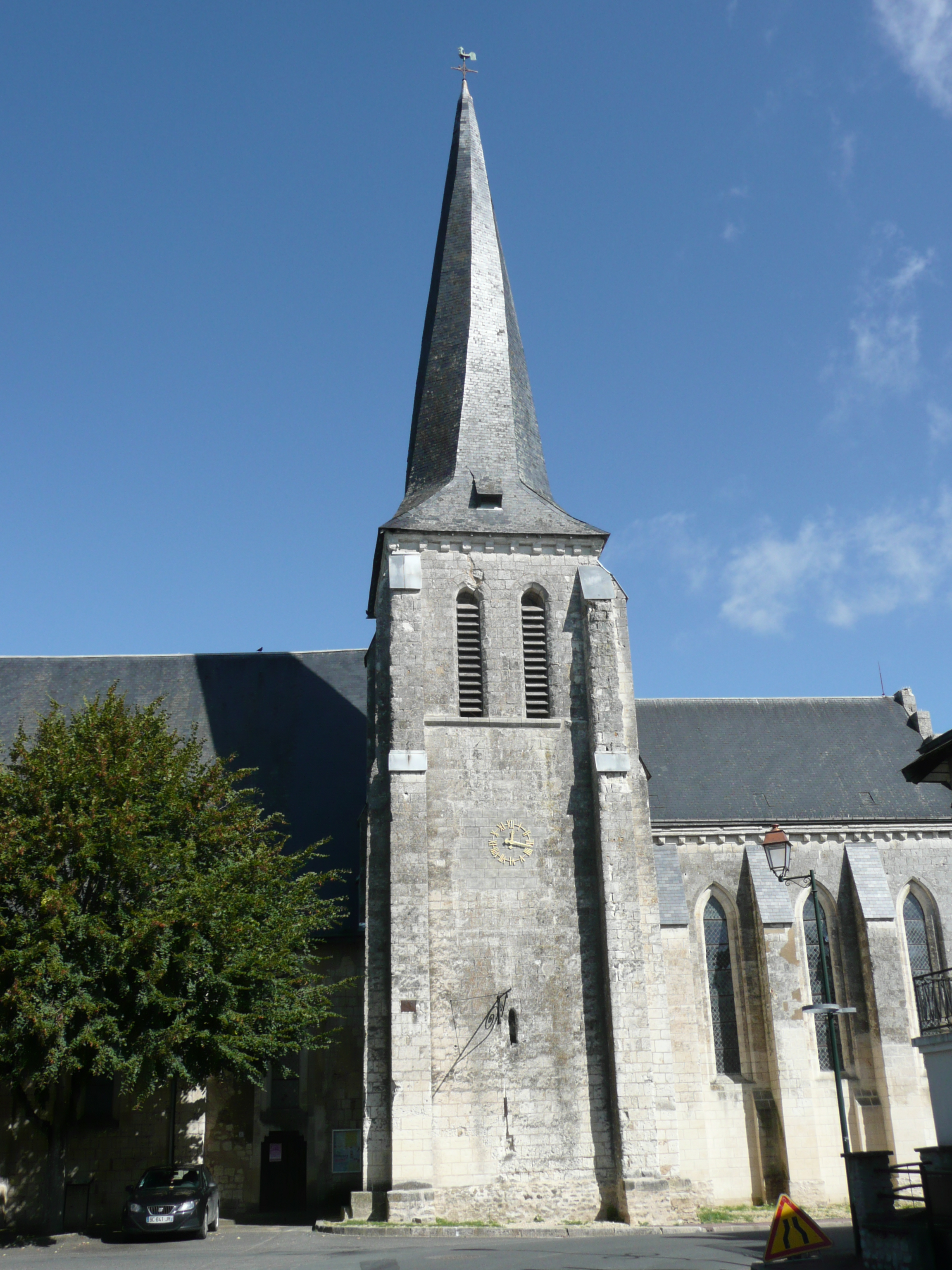
Église (clocher).
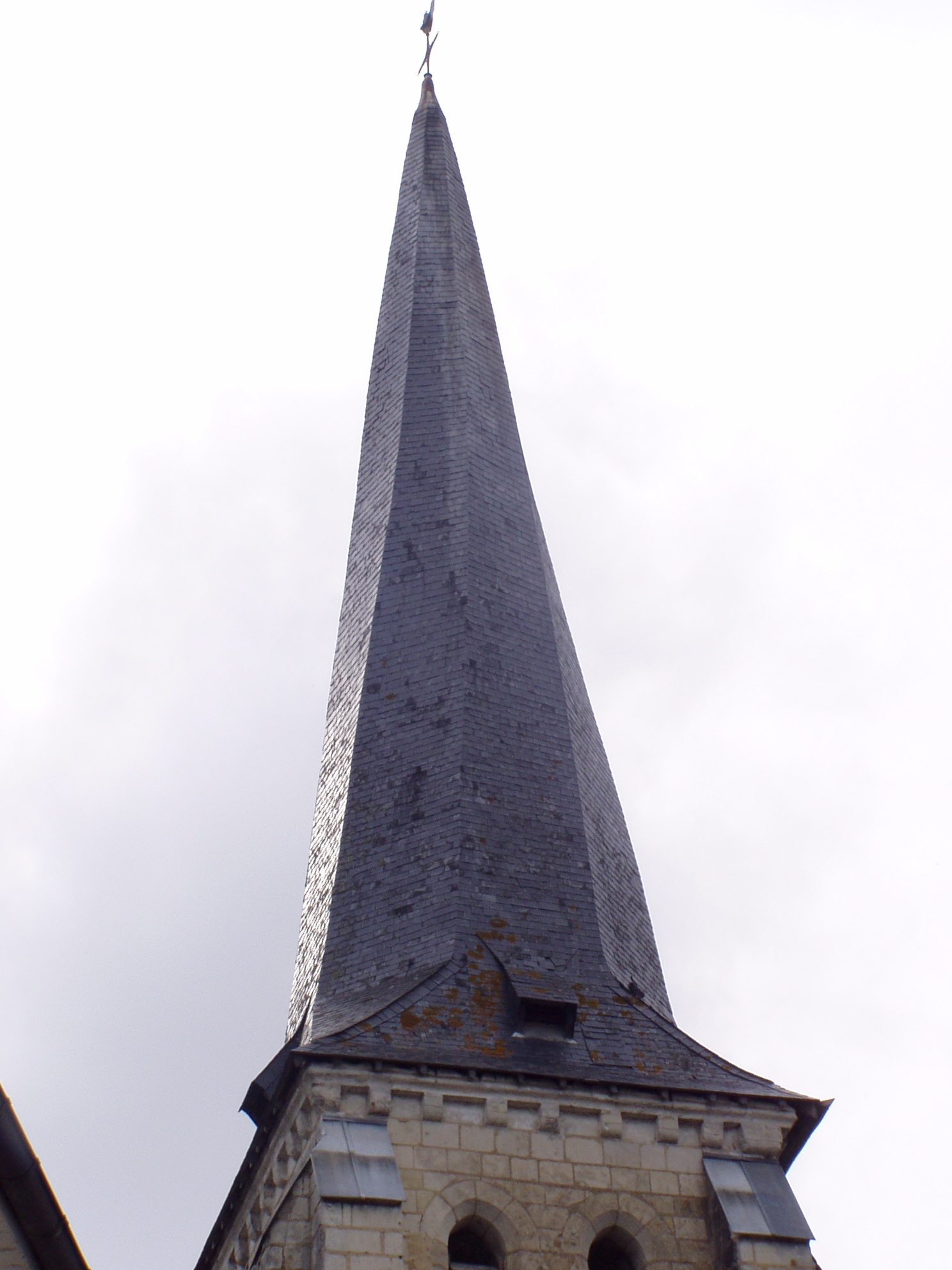
Clocher tors de l'église.
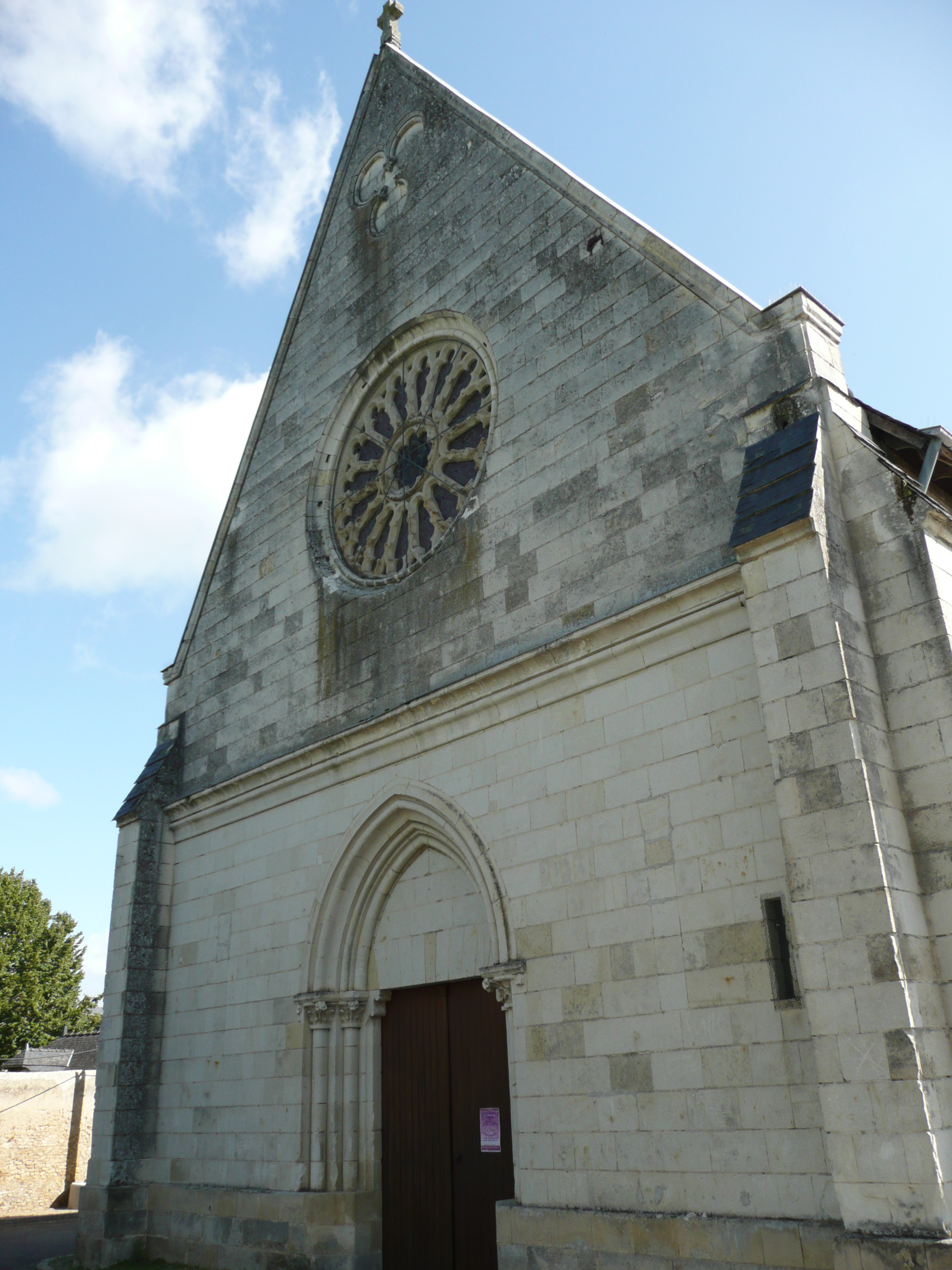
Église (portail).

- Château l'Aulnière, des XVe et XVIIe siècles, fief mentionné au XIe, Inventaire général.
- Plusieurs fermes, maisons et manoirs, des XVe, XVIe, XVIIe, XVIIIe et XIXe siècles, Inventaire général.
- Manoir la Doteferière, du XVe siècle, Inventaire général.
- Manoir la Flosselière, des XVe et XIXe siècles, Inventaire général.
- Manoir la Gauleraie, des XVe XVIIIe et XIXe siècles, Inventaire général.
- Manoir la Perdrière, du XVe siècle, remanié au XIXe siècle, Inventaire général.
- Plusieurs moulins, des XVIIIe et XIXe siècles, Inventaire général.
- Presbytère, du XVIIIe siècle, Inventaire général.

### Personnalités liées à la commune
- Famille dos de fer, plusieurs fois mentionnés dans l'Inventaire général (manoir la Gauleraie, manoir la Doteferière)[43].